# منئوزتاماک
منئوزتاماک (انگلیسی: Meneuztamak) یک شهرک در شهرستان میاکینسکی استان باشقیرستان کشور روسیه است.